# 甘旦曲林寺
甘旦曲林寺，位于西藏自治区日喀则地区康马县涅如堆乡贡巴村，是一座藏传佛教格鲁派寺院。

## 简介
甘旦曲林寺位于康马县涅如堆乡贡巴村境内，距离康马县城30公里，海拔4500米。
1428年，一世班禅克珠杰创建甘旦曲林寺。该寺属格鲁派，为江孜白居寺罗布扎仓的分寺。据说，甘旦曲林寺原名“卡瓦孜寺”，1948年色拉寺甲吉桑珠仁波切来该寺传经时，将寺名改为“甘旦夏珠曲林寺”，后来人们为了便于称呼，遂称“甘旦曲林寺”。
1990年，经康马县人民政府批准，该寺在原有废墟上，由国家先后投资2.8万元人民币恢复重建。到21世纪初，该寺面积203平方米，有一座拉康，5间僧舍，僧人定编5人。